# Talčji Vrh
Talčji Vrh je naselje u slovenskoj Općini Črnomelju. Talčji Vrh se nalazi u pokrajini Dolenjskoj i statističkoj regiji Jugoistočnoj Sloveniji. 

## Stanovništvo
Prema popisu stanovništva iz 2002. godine naselje je imalo 24 stanovnika.